# Acetazolamidă
Acetozalamida este un inhibitor al anhidrazei carbonice, cu efect diuretic. Face parte din clasa farmacoterapeutică a antiglaucomatoaselor și mioticelor. Este indicat în tratarea glaucomului, edemelor, epilepsiei și bolii acute de altitudine.